# Kim Jung-woo
Kim Jung-woo (en coreano: 김정우; nacido el 9 de mayo de 1982 en Seúl, Corea del Sur) es un exfutbolista surcoreano que jugaba como extremo. Su último club fue el BEC Tero Sasana de la Liga Premier de Tailandia.

## Trayectoria
Kim comenzó su carrera jugando para el Ulsan Hyundai Horang-i, y luego fue traspasado al Nagoya Grampus Eight de la J1 League de Japón. Después de pasar varios años en el Seongnam Ilhwa Chunma y el Sangju Sangmu (el equipo del ejército), fichó con su equipo actual en 2012, el Jeonbuk Hyundai Motors.

## Clubes
| Club                   | País                   | Año         |
| ---------------------- | ---------------------- | ----------- |
| Ulsan Hyundai          | Corea del Sur          | 2003 - 2005 |
| Nagoya Grampus         | Japón                  | 2006 - 2007 |
| Seongnam Ilhwa Chunma  | Corea del Sur          | 2008 - 2011 |
| Sangju Sangmu (cedido) | Corea del Sur          | 2010 - 2011 |
| Jeonbuk Hyundai Motors | Corea del Sur          | 2012 - 2013 |
| Sharjah FC             | Emiratos Árabes Unidos | 2013 - 2014 |
| Baniyas SC             | Emiratos Árabes Unidos | 2014 - 2015 |
| BEC Tero Sasana        | Tailandia              | 2016 - 2017 |

## Selección nacional
Kim fue uno de los 23 jugadores que representaron a Corea del Sur en la Copa Mundial de Fútbol de 2010 en Sudáfrica.

### Participaciones en Copas del Mundo
| Mundial                        | Sede      | Resultado        |
| ------------------------------ | --------- | ---------------- |
| Copa Mundial de Fútbol de 2010 | Sudáfrica | Octavos de final |

### Goles internacionales
| #   | Fecha                   | Lugar                    | Rival     | Gol   | Resultado | Competición                                |
| --- | ----------------------- | ------------------------ | --------- | ----- | --------- | ------------------------------------------ |
| 01. | 18 de julio de 2007     | Yakarta, Indonesia       | Indonesia | 1 – 0 | 1 – 0     | Copa Asiática de 2007                      |
| 02. | 4 de febrero de 2009    | Dubái, EAU               | Baréin    | 2 – 2 | 2 – 2     | Amistoso                                   |
| 03. | 9 de enero de 2010      | Johannesburgo, Sudáfrica | Zambia    | 1 – 2 | 2 – 4     | Amistoso                                   |
| 04. | 7 de febrero de 2010    | Tokio, Japón             | Hong Kong | 5 – 0 | 5 – 0     | Campeonato de Fútbol del Este de Asia 2010 |
| 05. | 25 de marzo de 2011     | Seúl, Corea del Sur      | Honduras  | 3 – 0 | 4 – 0     | Amistoso                                   |
| 06. | 2 de septiembre de 2011 | Goyang, Corea del Sur    | Líbano    | 5 – 0 | 6 – 0     | Clasificación Mundial 2014                 |